# Anna Göldi
Anna Göldi (també Göldin o Goeldin, Sennwald, Cantó de Sankt Gallen, 24 d'octubre de 1734 – Glarus, Suïssa, 13 de juny de 1782) va ser una minyona suïssa del segle XVIII que fou una de les últimes persones condemnades a la mort per bruixeria a Europa. Göldi, que va ser executada per decapitació a Glarus, ha estat anomenada l'«última bruixa» de Suïssa. Va ser exonerada pel govern del cantó de Glarus el 2008.

## Biografia

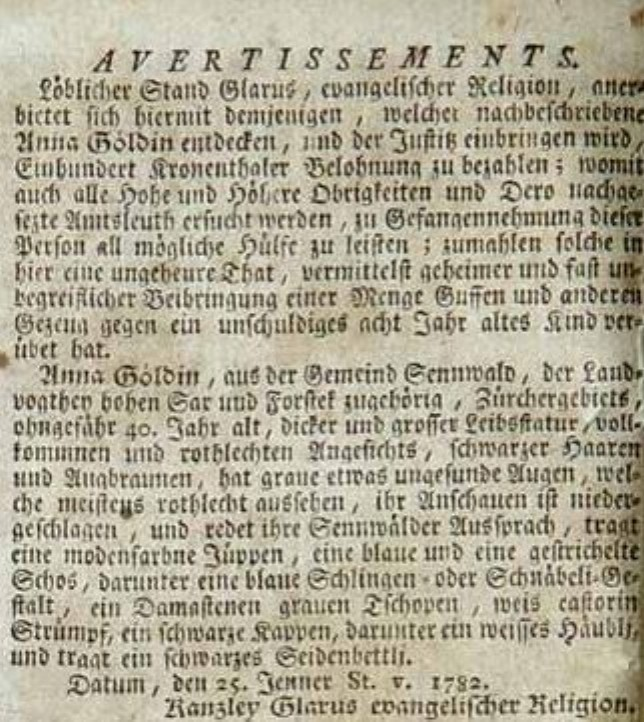
Anunci de la recompensa per la captura de Göldi al Zürcher Zeitung

Nascuda a Sennwald com la quarta de vuit fills, Göldi va començar a treballar com a minyona als 18 anys. Entre 1762 i 1765 va treballar a la rectoria de Sennwald. Quan tenia 31 anys, Göldi va quedar embarassada d'un mercenari, que va abandonar Suïssa abans que Göldi parís. El nadó va morir la mateixa nit que va néixer. Sota l'acusació d'assassinar el seu propi fill, va ser presa de la picota i condemnada a sis anys d'arrest domiciliari. Posteriorment, Göldi va escapar i va trobar feina amb la família Zwicky, a Mollis, on va treballar des de 1768 fins a 1775 o 1776. Allà va tenir un fill amb Johann Melchior Zwicky, el fill del seu patró, encara que no estaven casats.
Göldi va començar a treballar com a minyona per a la família Tschudi el 1780. Jakob Tschudi la va denunciar amb l'acusació d'haver posat agulles al pa i a la llet d'una de les seves filles, «per mitjans sobrenaturals». Göldi, al principi, va escapar de l'arrest, però les autoritats del cantó de Glarus van anunciar una recompensa per la seva captura al Zürcher Zeitung el 9 de febrer de 1782. Göldi va ser arrestada i, sota tortura, va admetre haver pactat amb el diable, que se li havia aparegut com un gos negre. Va retirar la seva confessió en concloure la tortura, però va ser condemnada a l'execució per decapitació. Els càrrecs eren oficialment d'«enverinament» en lloc de bruixeria, tot i que la llei en aquell moment no imposava la pena de mort per enverinament no letal.
Durant el seu judici, es van evitar les acusacions oficials de bruixeria i es van destruir els protocols judicials. La sentència, per tant, no es qualifica estrictament com la d'un judici de bruixes. Tot i així, a causa de l'aparent caça de bruixes que va portar a la sentència, l'execució va provocar indignació a tota Suïssa i al Sacre Imperi Romanogermànic. La sentència va ser descrita aleshores per l'historiador August Ludwig von Schlözer com un assassinat judicial: «l'assassinat d'un innocent, deliberadament, i amb tota la pompa de la santa Justícia».

## L'absolució

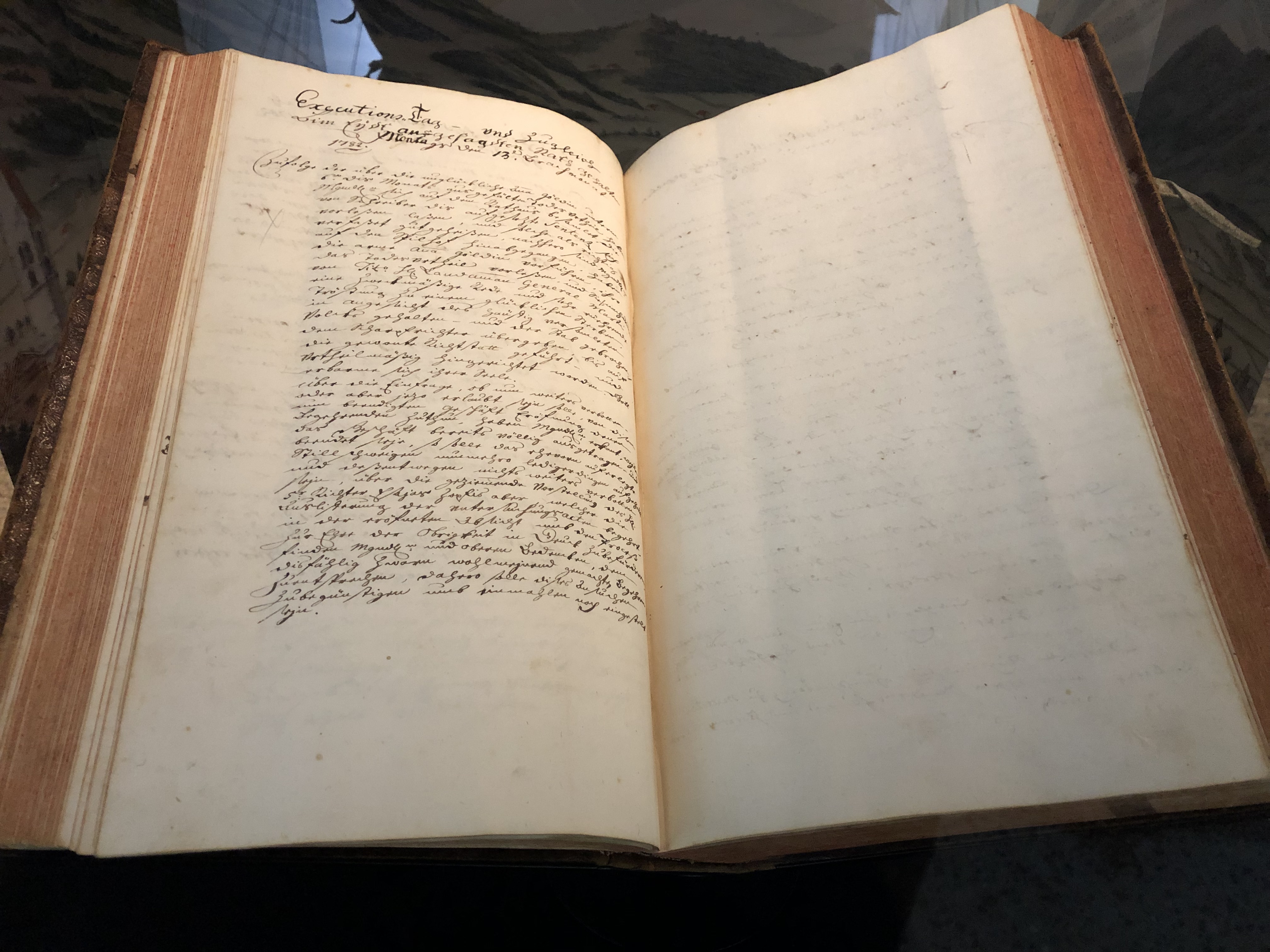
Descripció del dia de l'execució (Arxiu Estatal del Cantó de Glaris).

El periodista local Walter Hauser, que en va conèixer la història, considera Anna Göldi «un símbol contra la discriminació social de la dona». En dedicar-se a investigar el seu cas i consultar els registres originals, va descobrir noves dades: «Jakob Tschudi va tenir una aventura amb Anna Goeldi», i «quan la van acomiadar, va amenaçar-lo amb revelar-ho». Al 2007, Hauser va portar als tribunals locals una proposta d'exoneració, que va arribar al Parlament.
El 20 de setembre del 2007, el Parlament suís va decidir reconèixer el cas d'Anna Göldi com un «error judicial». Fritz Schiesser, com a representant de Glarus al parlament suís, va demanar l'exoneració d'Anna Göldi, que va ser concedida 226 anys després de la seva mort, el 27 d'agost de 2008, per haver estat sotmesa a un «judici il·legal».

## Llegat i memòria
El 1982, Eveline Hasler va publicar Anna Göldin. L'última bruixa, una novel·la que mostra la condemna per bruixeria de què fou objecte en plena Il·lustració i denuncia la violència mil·lenària contra les dones. El 1991, la directora suïssa Gertrud Pinkus va estrenar una pel·lícula basada en el llibre de Hasler.
La vida de Göldi ha estat també objecte d'un musical, amb el paper de Göldi interpretat per Masha Karell. La seva vida també va ser recollida per la banda de doom metal 1782, en el seu senzill She Was a Witch.

### Memorial

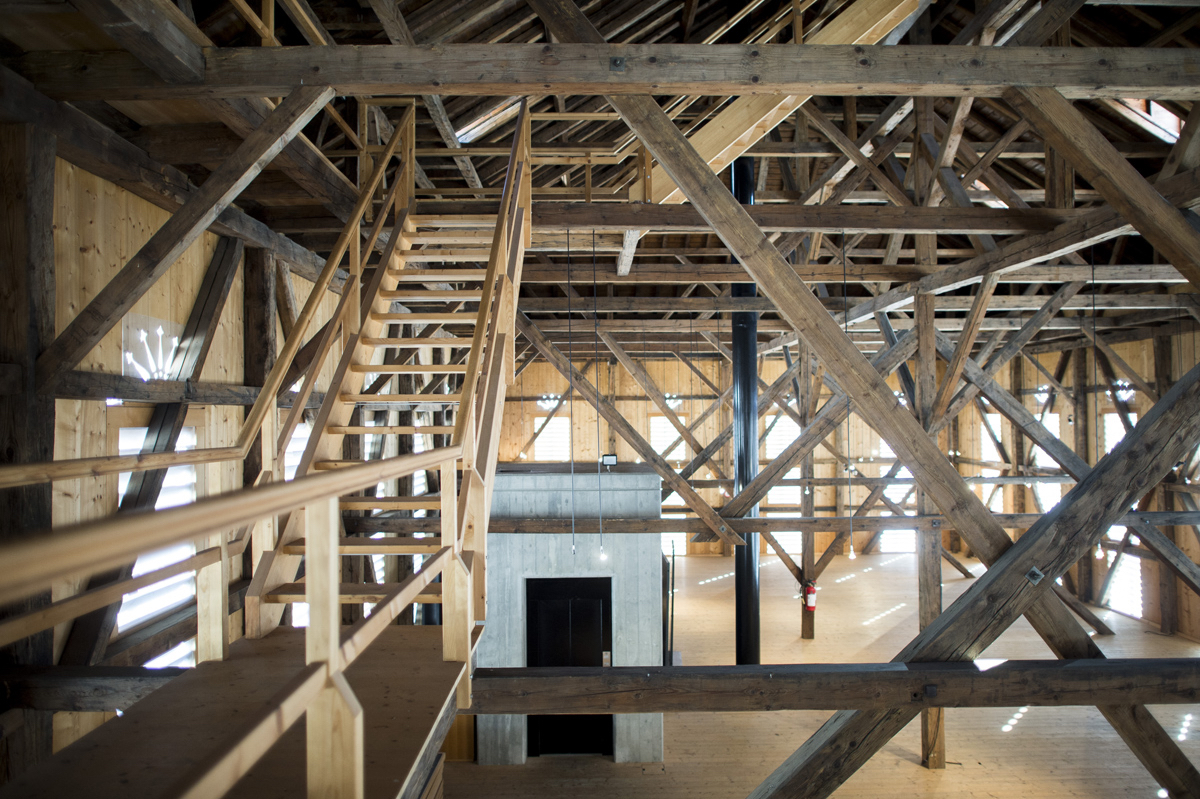
Museu Anna Göldi

La ciutat suïssa de Glarus va inaugurar un monument per a Göldi el 2014. El memorial, format per dos llums encesos permanentment al costat del Palau de Justícia de Glaris, pretén cridar l'atenció sobre les violacions dels drets humans que es produeixen al món actual, així com sobre la història d'Anna Göldi.
Una placa a la façana de l'edifici explica la importància dels llums. «El memorial és una expressió d'expiació per la injustícia que va tenir lloc aquí. Serà una llum eterna per a Anna Göldi».
El 20 d'agost de 2017 es va inaugurar el Museu Anna Göldi a l'edifici Hänggiturm.